# Robert Uhrig
Robert Uhrig (Lipsia, 8 marzo 1903 – Brandeburgo sulla Havel, 21 agosto 1944) è stato un antifascista tedesco, di convinzioni comuniste e militante del KPD.

## Biografia e attività politica
Robert Uhrig, operaio della OSRAM, fu arrestato nel 1934 dagli agenti  Gestapo e incarcerato fino al 1936. Dopo la sua liberazione riprese la propria attività di militante antinazista potenziando le file dell'organizzazione clandestina di cui faceva parte nella Resistenza tedesca. Nel 1938 divenne la guida di gruppi e/o organizzazioni della Resistenza antinazista in più di 20 industrie di Berlino. Di tale rete di organizzazioni antinaziste fecero parte Ernst Knaack, Paul Schultz-Liebisch, Charlotte Eisenblätter e Werner Seelenbinder di cui Charlotte Eisenblätter era la compagna. La struttura clandestina da lui strutturata prese il nome di Robby Gruppe. Il gruppo aveva contatti con l'organizzazione Die Rote Kapelle (nota anche come Orchestra Rossa) e con quella facente riferimento a Josef Römer fino al 1941. Con quest'ultima collaborò successivamente, ma, per problemi forse relativi alla difficoltà nei contatti, la collaborazione si affievolì. L'anno successivo, inoltre, sia Robert Uhrig che Josef Römer vennero catturati. Gran parte della rete venne smantellata dagli agenti Gestapo nel 1942, a seguito dell'arresto di Robert Uhrig e di altri 200 militanti, in massima parte comunisti. Il 7 giugno 1944 fu condannato a morte e il 21 agosto 1944 venne assassinato.

## Il ricordo

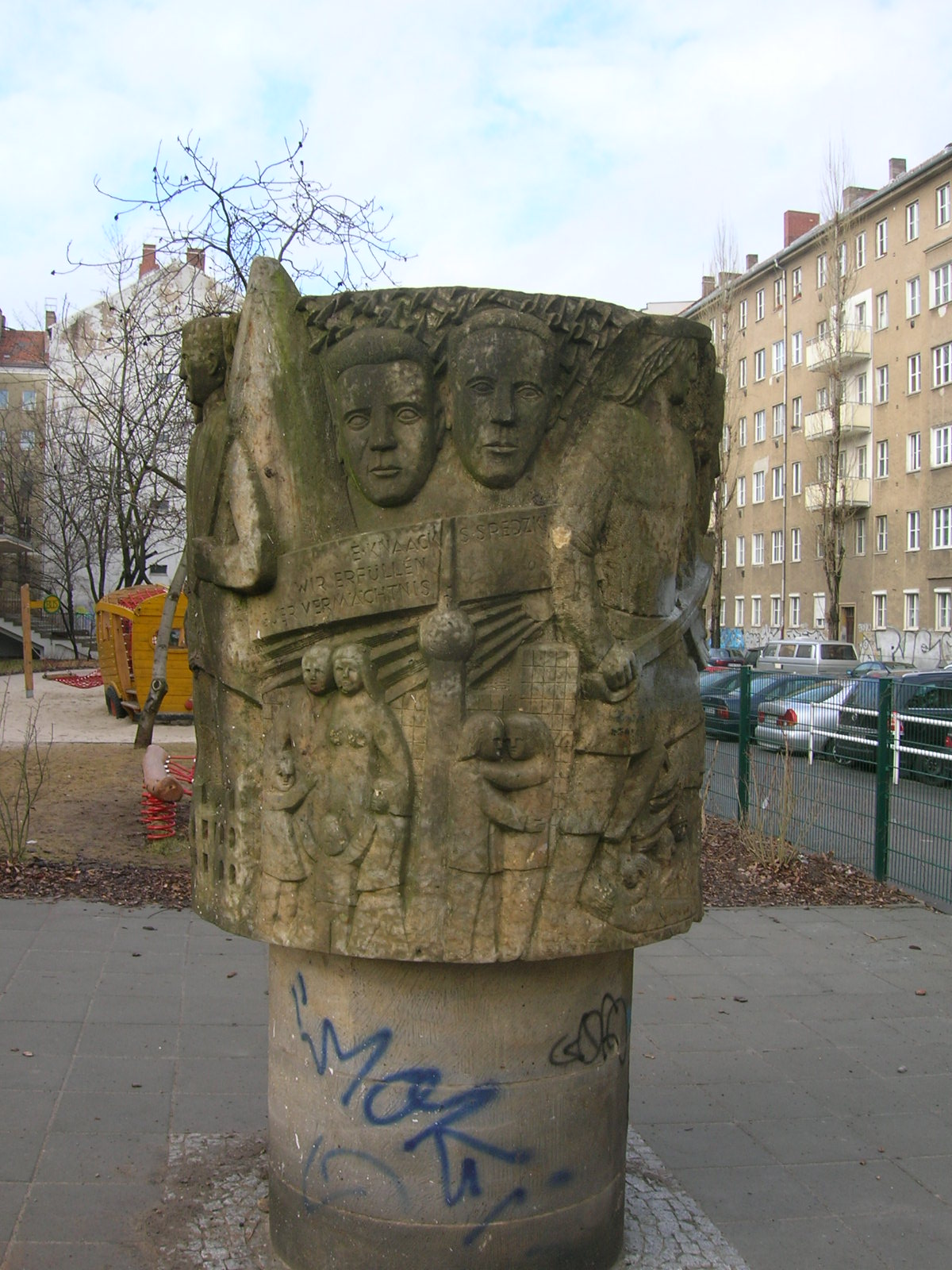
Scultura a ricordo di Tele Sredzki Siegmund e Ernst Knaack di fronte alla Scuola Elementare di Berlino sulla Kollwitzplatz

Al cimitero comunale Pankow IV Niederschoenhausen di Berlino c'è un monumento che ricorda Uhrig.
La scuola Politecnica di Berlino-Lichtenberg ha nome  Robert Uhrig.
Nella Wartburg Strasse a Berlino-Schöneberg vi è anche una lapide a ricordo dei caduti nella Resistenza tedesca dove viene commemorato anche Robert Uhrig.

## Bibliografia

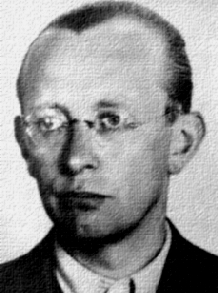
Knaack Ernst